# Ordine di Mugunghwa
Il Supremo Ordine dell'Ibisco o Ordine di Mugunghwa è il principale ordine cavalleresco della Corea del Sud.

## Storia
L'Ordine venne creato nel 1949 con la singola classe di cavaliere che viene ancora oggi mantenuta.
L'Onorificenza può essere concessa a quanti stiano o abbiano servito lo stato della Corea del Sud ed i suoi alleati, così come per tradizione esso viene concesso solitamente anche ai mariti/spose degli insigniti.
Dopo la loro condanna per tradimento nel 1996, due ex presidenti Chun Doo-hwan e Roh Tae-woo furono costretti a restituire le loro decorazioni di stato al governo. Mentre Chun ha rinunciato volontariamente al collare, Roh deve ancora restituirlo.
Caratteristicamente, il presidente Roh Moo-hyun è stato il primo a decidere di non autoinsignirsi dell'onorificenza, preferendo che fosse il suo predecessore in uscita a concedergliela.

## Classi
L'ordine dispone dell'unica classe di Cavaliere.

## Insegne
- Il nastro è completamente rosso.